# 田村錦人
田村 錦人（たむら きんと、1928年9月29日 - 2015年12月30日）は、日本の俳優、声優。東京都出身。劇団文化座に所属していた。

## 略歴
青山学院専門学校卒業。
1947年11月に劇団文化座入団。『その人を知らず』の浮浪者の老人役が初舞台。1953年9月に退団するが、1957年4月に復団。

## 人物
声種はハイバリトン。
趣味・特技は民謡、カメラ。

## 後任
田村の死後、持ち役を引き継いだ人物は以下の通り。
| 後任     | 役名                         | 概要作品                     | 後任の初担当作品                |
| -------- | ---------------------------- | ---------------------------- | ------------------------------- |
| 佐々木睦 | フィリウス・フリットウィック | 「ハリー・ポッターシリーズ」 | 『ハリー・ポッター:魔法の覚醒』 |

## 出演

### テレビドラマ
- 1953年 ペロー博士のおくりもの（NHK）
- 1956年 忠臣蔵の人々（1956年 - 1957年、KR）
- 山一名作劇場（NTV）
  - 1957年 石中先生行状記
  - 1958年 からたちの花
- 1957年 磯川兵助功名噺（1957年 - 1958年、日本テレビ）
- 1965年 甲州遊侠伝 俺はども安 第9話（フジテレビ）
- 大河ドラマ（NHK）
  - 1970年 樅ノ木は残った - 船の男
  - 1974年 勝海舟 - 商人
  - 1975年 元禄太平記 - 野次馬
  - 1976年 風と雲と虹と - 市人
  - 1977年 花神 - 政治堂役人
- 1970年 鬼平犯科帳（NET）第17話「熊五郎の顔」- 政蔵
- 1970年 泣かないで!かあちゃん（NET）
- 1973年 遠山の金さん捕物帳 第148話「殺しを引受けた女」（NET） - 伊丹屋
- 1974年 白い牙 第12話「ピエロの泪」（日本テレビ）
- 1980年 土曜ドラマ／戦後史実録シリーズ 空白の900分 -国鉄総裁怪死事件-（NHK）
- 1994年 火曜サスペンス劇場／新・女検事 霞夕子(3) 乗り遅れた女（NTV）
- 1998年 水曜シリーズドラマ／私の中の誰か〜買い物依存症の女たち〜 第2話（NHK）
- 2001年 虹色定期便5（2001年 - 2002年、NHK教育）

### 映画
- 1964年 三匹の侍
- 1965年 飢餓海峡
- 1973年 戦争と人間 第三部
- 1974年 小林多喜二
- 1990年 少年時代 - 修作の運転手
- 1999年 リング2 - 初老の男

### 舞台
- 1949年 雷心田[8]
- 1964年 土 - 兼博労[9]
- 1964年 獅子 - 男[9]
- 1990年 その人を知らず - 課長[10]
- 2002年 瞽女さ、きてくんない - 村長[11]
- 2008年 月の真昼間 - 大城ウト[12]
- 異説 津軽あいや節
- 草の根の志士たち
- 故郷
- 鈴が通る
- 荷車の歌
- 日本の教育1970
- 花咲く港
- 炎の人ゴッホ小伝
- 迷子の天使たち
- 夢の碑－私説 田中一村伝
- 楽園終着駅
- をさの音

### テレビアニメ
1965年
- ジャングル大帝（ココ）
- 鉄腕アトム (アニメ第1作)

1967年
- 冒険ガボテン島（オウムの長老）
- リボンの騎士

1968年
- 怪物くん
- 佐武と市捕物控（1968年 - 1969年、越後屋嘉兵衛、アイヌの老人、春の市、亥之吉、定吉）

1969年
- 海底少年マリン（老人）
- どろろ（金小僧、田之助）
- 忍風カムイ外伝（半助）

1970年
- のらくろ（バーナード）

1971年
- ふしぎなメルモ

1973年
- ドラえもん（日本テレビ版）
- 山ねずみロッキーチャック（青さぎのロングレッグ）

1975年
- タイムボカン（皇帝）
- フランダースの犬（バートランド）

1978年
- 女王陛下のプティアンジェ（トレーシー）

1979年
- ルパン三世 (TV第2シリーズ)（スーパーマーケットの店長）

1980年
- のどか森の動物大作戦（レープ）

1989年
- らんま1/2　熱闘編（珍玄斎）

1990年
- 雲のように風のように（カクート）

### 劇場アニメ
- ジャングル大帝（1966年）
- どうぶつ宝島（1971年、スパイダー）
- ドラえもん のび太と夢幻三剣士（1994年、トリホー）

### OVA
- サクラ大戦 桜華絢爛（1997年、権爺）

### 吹き替え

#### 映画
- いつも心に太陽を
- インディ・ジョーンズ/魔宮の伝説（シャマン）※ソフト版
- ウォーターワールド（老グレゴール〈マイケル・ジェッター〉）※テレビ東京版
- 吸血狼男（乞食〈リチャード・ウォーズワース〉）※テレビ朝日版
- キング・ソロモンの秘宝2/幻の黄金都市を求めて（スワーマ〈ロバート・ドナー〉）※フジテレビ版
- 決闘の町（デンバー〈チャビー・ジョンストン〉）
- サハラ（ケンブリッジ〈ジョン・ミルズ〉）
- 十字架の用心棒（手下2、行商人）
- 12人の怒れる男 評決の行方（陪審員9番〈ヒューム・クローニン〉）※NHK版＝DVD収録
- 白と黒のナイフ（キャリガン判事〈ジョン・デナー〉）
- スター・ウォーズ エピソード6/ジェダイの帰還（アクバー提督）※日本テレビ版
- 沈黙の要塞（ヒュー・パーマー〈リチャード・ハミルトン〉）※テレビ朝日版
- テーブル・ロックの決闘（ジェイムスン〈ロイヤル・ダノ〉）
- 遠い国（ユーコン・サム）※フジテレビ版
- トップ・シークレット（ポール・フラモンド博士〈マイケル・ガフ〉）
- ナインスゲート※テレビ朝日版
- ナチュラル（サム・シンプソン〈ジョン・フィネガン〉）※テレビ版
- ハリーの災難（大金持ち）※テレビ版
- ハリー・ポッターシリーズ（フィリウス・フリットウィック〈ウォーウィック・デイビス〉）
  - ハリー・ポッターと賢者の石（ゴブリン）
  - ハリー・ポッターと炎のゴブレット
  - ハリー・ポッターと不死鳥の騎士団
  - ハリー・ポッターと謎のプリンス[18]
  - ハリー・ポッターと死の秘宝 PART2
- 暴力脱獄（ココ〈ルー・アントニオ〉）
- ポセイドン・アドベンチャー（ジョン牧師〈アーサー・オコンネル〉）※TBS版
- ミザリー（バスター保安官〈リチャード・ファーンズワース〉）※日本テレビ版＝DVD・BD収録
- ラストエンペラー
- ラブリー・オールドメン（ジョン・グスタフソン・シニア〈バージェス・メレディス〉）
- レモ/第1の挑戦（チュン〈ジョエル・グレイ〉）
- ローマの休日 ※フジテレビ旧録版
- ロッキー5/最後のドラマ（ミッキー・ゴールドミル〈バージェス・メレディス〉）※VHS版

#### ドラマ
- スパイ大作戦
  - 核弾頭を奪え（テリー・ターゴ）
  - 刑務所突破大作戦（前・後編）（アントン・ヴォセック枢機卿）
  - 時限原子爆弾（原子力研究所の医者）
  - 敵の作戦に乗れ（店主）
- 0011ナポレオン・ソロ 第8話、第52話（ナジ大統領）、第69話（ウェイター）、第76話（刑務所所長）
- 大草原の小さな家
- 電撃スパイ作戦 #28（バーナー・B・バーナー〈ジャック・マクゴウラン〉）
- 逃亡者 #96（マーチン獣医〈ウォルター・バーク〉）
- 名探偵ポワロ
  - 安いマンションの事件
  - 猟人荘の怪事件（アンストラザー）
- 名探偵モンク2 #11

#### 海外アニメ
- イエロー・サブマリン（フレッド）
- チャーリー・ブラウンとスヌーピー（ラッセル・アンダーソン）※谷啓版（NHK第二期）

#### 人形劇
- 海底大戦争 スティングレイ（X20）
- フラグルロック（長老）